# Le Barbier de Séville (film, 1904)
Le Barbier de Séville byl francouzský němý film z roku 1904. Režisérem byl Georges Méliès (1861–1938). Film byl natočen podle divadelní hry Pierra Beaumarchaise z roku 1775 Lazebník sevillský. Stejně jako u několika dalších Mélièsových delších filmů byly vydány dvě verze současně: 22minutová verze a zkrácená verze. Některé kopie filmu byly stejně jako v případě snímků Cesta na Měsíc, Cesta do nemožna, Le Royaume des fées či Le Rêve du radjah ou la Forêt enchantée ručně kolorovány, aby byly prodány za vyšší cenu. Film je považován za ztracený.